# St-Antoine (Anglure)

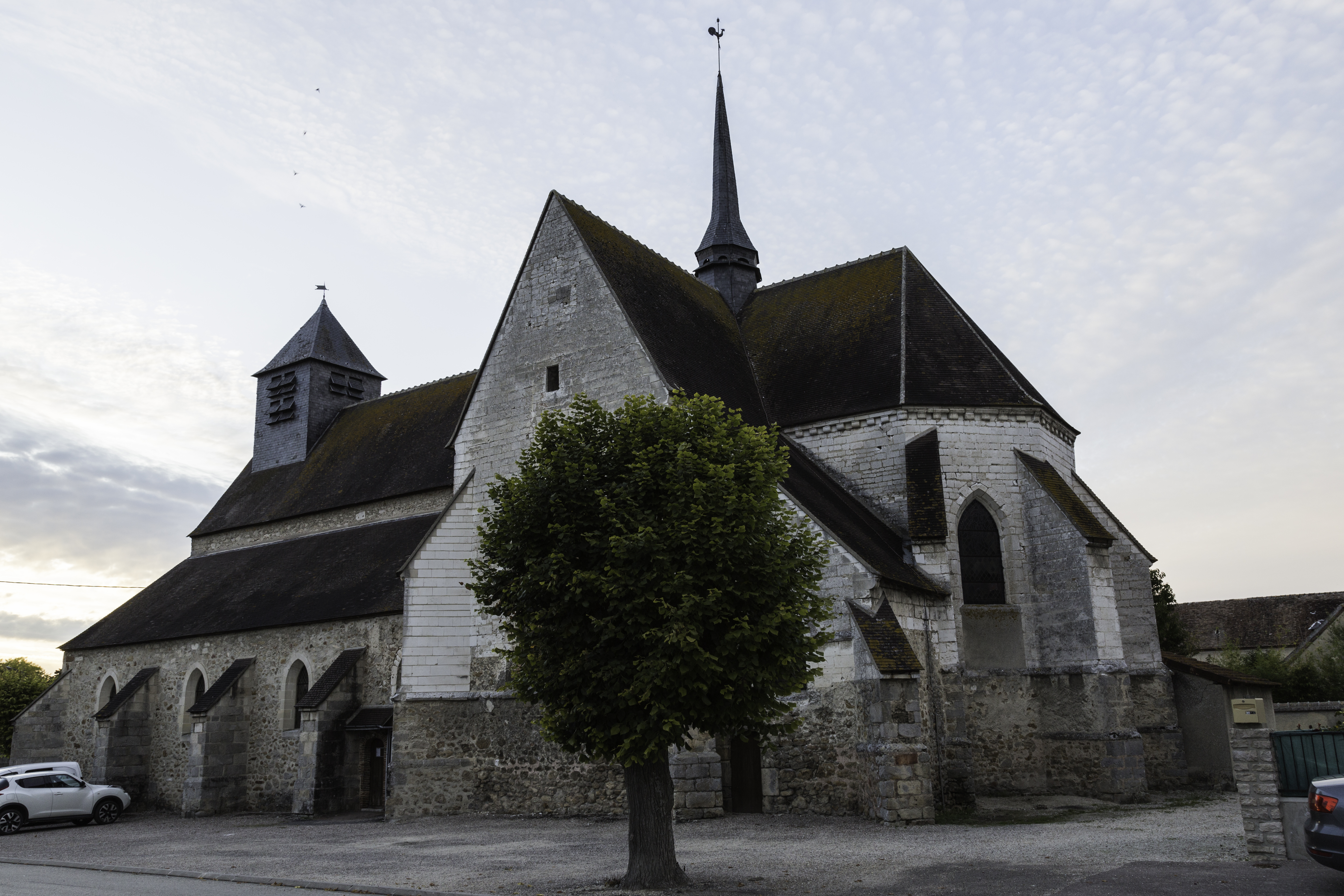
Kirche St-Antoine in Anglure

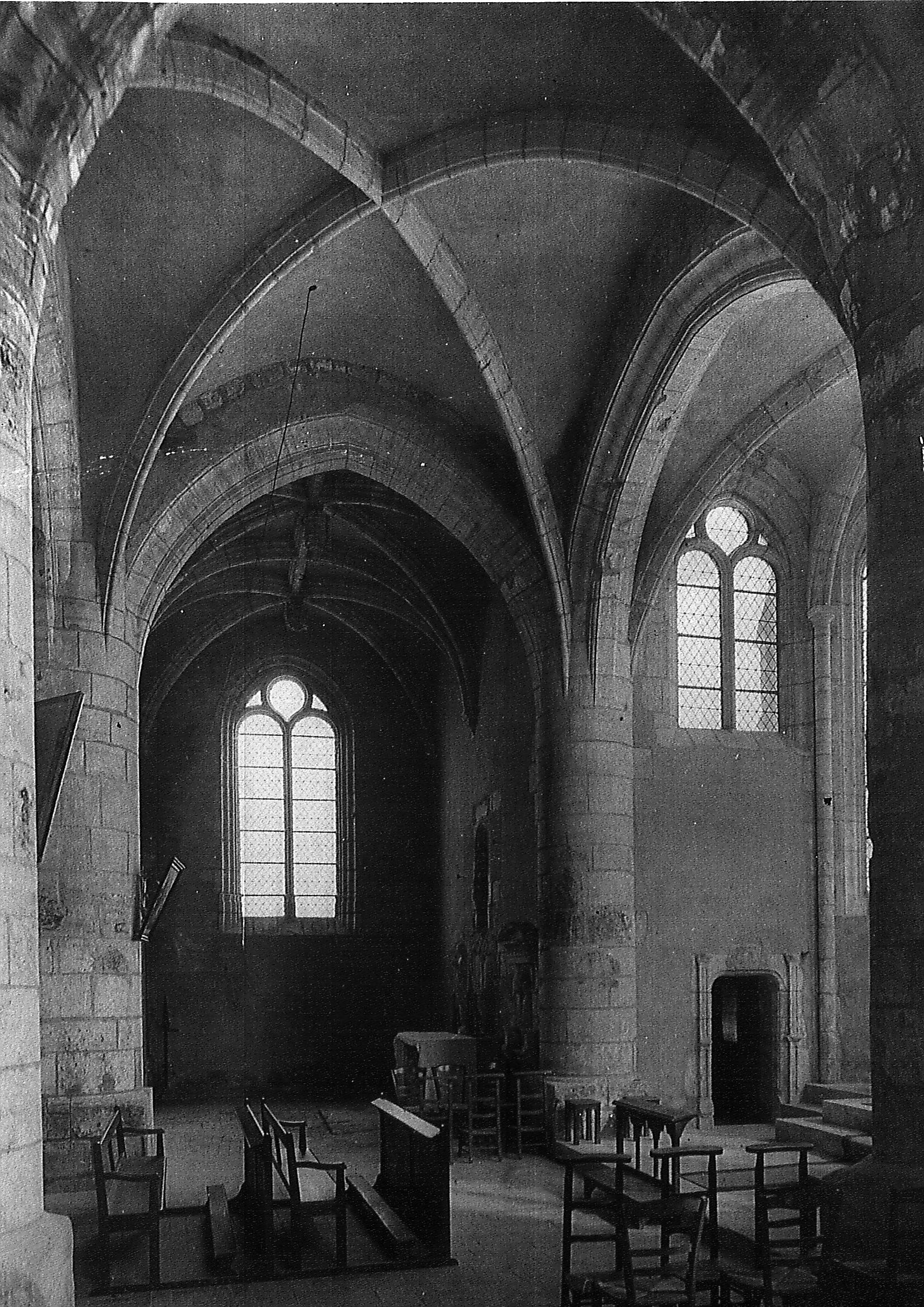
Innenansicht (1878)

Die katholische Kirche St-Antoine in Anglure, einer französischen Gemeinde im Département Marne der Region Grand Est, wurde Anfang des 16. Jahrhunderts im Flamboyantstil errichtet. Die Kirche ist seit 1946 als Monument historique klassifiziert.
Im Chor sind Holzvertäfelungen aus dem 18. Jahrhundert erhalten.